# Norton Power Eraser
Norton Power Eraser (NPE) 是一个无需安装的小型可移植可执行文件，它使用Norton Insight云端应用程序来扫描计算机系统。 该计算机程序會對用户计算机上的应用程序与恶意应用程序列表進行比對。如果Norton Power Eraser發現計算機上的軟件與惡意應用程序列表中的軟件名稱一致，那它就會講計算機上的惡意軟件刪除。如果計算機上的軟件與受信任程序列表中的軟件名稱一致，那麼該軟件就會留在計算機上。如果該軟件與所有列表中的軟件名稱均不符合，Norton Power Eraser就會將該軟件標記為可疑但暫不删除，並且還會建議用戶將文件上传到诺顿LifeLock的服务器進行比對。